# Les Familiers
Pour les articles homonymes, voir Familiers.
Les Familiers est un recueil de poèmes d'Abel Bonnard paru en 1906.

## Historique
Il s'agit du premier ouvrage d'Abel Bonnard[source insuffisante],. Paru en 1906, il est édité avec le soutien d'Ernest Dupuy et reçoit la Bourse nationale de voyage littéraire  et le prix de poésie de l'Académie française la même année.

## Résumé
Il s'agit d'un recueil de 98 poèmes sur les animaux domestiques. Il est composé d'alexandrins à rimes plates, représentant quelque 6 000 vers.
La critique est favorable, ainsi du Journal des débats qui loue la « sève lyrique, [l']effusion et [la] surabondance de la description », ou d'André Mary qui salue « sincérité » et « précision » de cette « féerie ». L'exotisme du thème est surtout apprécié. Jules Bois, en revanche, déplore le défaut de nouveauté du recueil.